# Vals (Ariège)
Vals – miejscowość i gmina we Francji, w regionie Oksytania, w departamencie Ariège.
Według danych na rok 1990 gminę zamieszkiwało 59 osób, a gęstość zaludnienia wynosiła 14 osób/km² (wśród 3020 gmin regionu Midi-Pireneje Vals plasuje się na 1004. miejscu pod względem liczby ludności, natomiast pod względem powierzchni na miejscu 1555.).